# Leonard Shure
Leonard Shure   (Los Angeles, 10 d'abril de 1910 - Nantucket, 28 de febrer de 1995) va ser un concertista pianista nord-americà. Va començar la seva carrera com a intèrpret als 5 anys i quan era adolescent va estudiar en privat amb Artur Schnabel a Alemanya.

## Biografia
Shure es va graduar a la "Hochschule für Musik" de Berlín el 1927, moment en què va debutar a Alemanya. Va ser el primer i únic ajudant de Schnabel fins al 1933. Shure va tornar als Estats Units el 1933 i va fer la seva primera aparició a la ciutat de Nova York amb l'Orquestra Simfònica de Boston, dirigida per Serge Koussevitzky.
Va ser un solista destacat amb pràcticament totes les orquestres simfòniques més importants dels Estats Units, incloent la Filharmònica de Nova York, les Detroit, St. Louis, les orquestres simfòniques de Pittsburgh i, en nombroses ocasions, amb l'Orquestra de Cleveland sota la direcció de George Szell.
El 1941 Shure es va convertir en el primer pianista que va actuar al "Berkshire Music Festival de Tanglewood", quan hi va aparèixer amb el director Koussevitsky i l'Orquestra Simfònica de Boston. El 1946 va interpretar el cicle complet de la sonata de Beethoven amb el violinista Henri Temianka a la Biblioteca del Congrés de Washington D.C. També va actuar amb directors tan eminents com William Steinberg, Leonard Bernstein i Dimitri Mitropoulos. El 1979 Shure va fer una reeixida gira per la Unió Soviètica.
Shure va impartir classes al "Cleveland Institute of Music", a la Universitat de Texas, a la Universitat de Boston i a la "Mannes School of Music" de Nova York. Els estius del 1966 i del 1967, Shure va impartir els primers cursos de música aplicada a la Universitat Harvard. Va passar dos estius a l'Acadèmia Rubin de Jerusalem i quatre estius a Aspen, Colorado. Al final de la vida, Shure va ser membre de la facultat del "New England Conservatory of Music". Vegeu: Entre els seus alumnes si conten; Gilbert Kalish, Beth Levin i Ursula Oppens entre d'altres molts.

## Discografia
- "Leonard Shure - Beethoven", 33 variacions sobre un vals de Diabelli CD 72001 AudioFon
- "Leonard Shure - Sonates per a piano de Schubert" CD 72010 AudioFon
- "Beethoven - Concert per a l'emperador; Schumann - Fantasia en Do" Leonard Shure (piano), Leon Fleisher (director), The New England Conservatory Orchestra - The Schnabel Memorial Concert CD 72018 AudioFon
- "Leonard Shure - Sonates per a piano de Beethoven" CD 72005 AudioFon
- "Leonard Shure - Brahms, Schubert, Chopin" CD 72016 AudioFon[6]
- "Beethoven 10 sonates per a violí i piano", les representacions de 1946 amb Henri Temianka restaurades per DOREMI Legendary Treasures DHR-8011-3